# Rajgarh (Churu)
Rajgarh, auch Sadulpur, ist eine Stadt im indischen Bundesstaat Rajasthan.
Die Stadt ist Teil des Distrikts Churu. Rajgarh hat den Status einer Municipality. Die Stadt ist in 35 Wards gegliedert. Sie hatte am Stichtag der Volkszählung 2011 59.193 Einwohner, von denen 30.710 Männer und 28.483 Frauen waren. Die Alphabetisierungsrate lag 2011 bei 72,7 % und damit unter dem nationalen Durchschnitt. Hindus bilden mit einem Anteil von ca. 67 % die Mehrheit der Bevölkerung in der Stadt. Muslime bilden mit einem Anteil von ca. 33 % eine Minderheit.
Der Bahnhof in Rajgarh ist unter dem Namen Sadulpur bekannt. Um Rajgarh von Orten mit ähnlichen Namen zu unterscheiden, wurde Sadulpur in letzter Zeit zum Synonym für den Namen der Stadt.

## Söhne und Töchter der Stadt
- Lakshmi Mittal (* 1950), Unternehmer